# Albertonectes
Albertonectes là một chi elasmosaurid plesiosaur đã tuyệt chủng. được biết đến từ kỷ Phấn trắng muộn (giai đoạn Campanian giữa trên) của thành hệ Bearpaw ở Alberta , Canada . Nó bao gồm một loài duy nhất , Albertonectes vanderveldei . Albertonectes là elasmosaur dài nhất, và nói chung là plesiosaur , được biết đến cho đến nay cả về chiều dài cổ và toàn bộ cơ thể, ước tính dài khoảng 12 mét (39 ft) và nặng tới 4,8 tấn Anh (5,3 tấn thiếu).

Kích thước của Albertonectes vanderveldei so với người trưởng thành

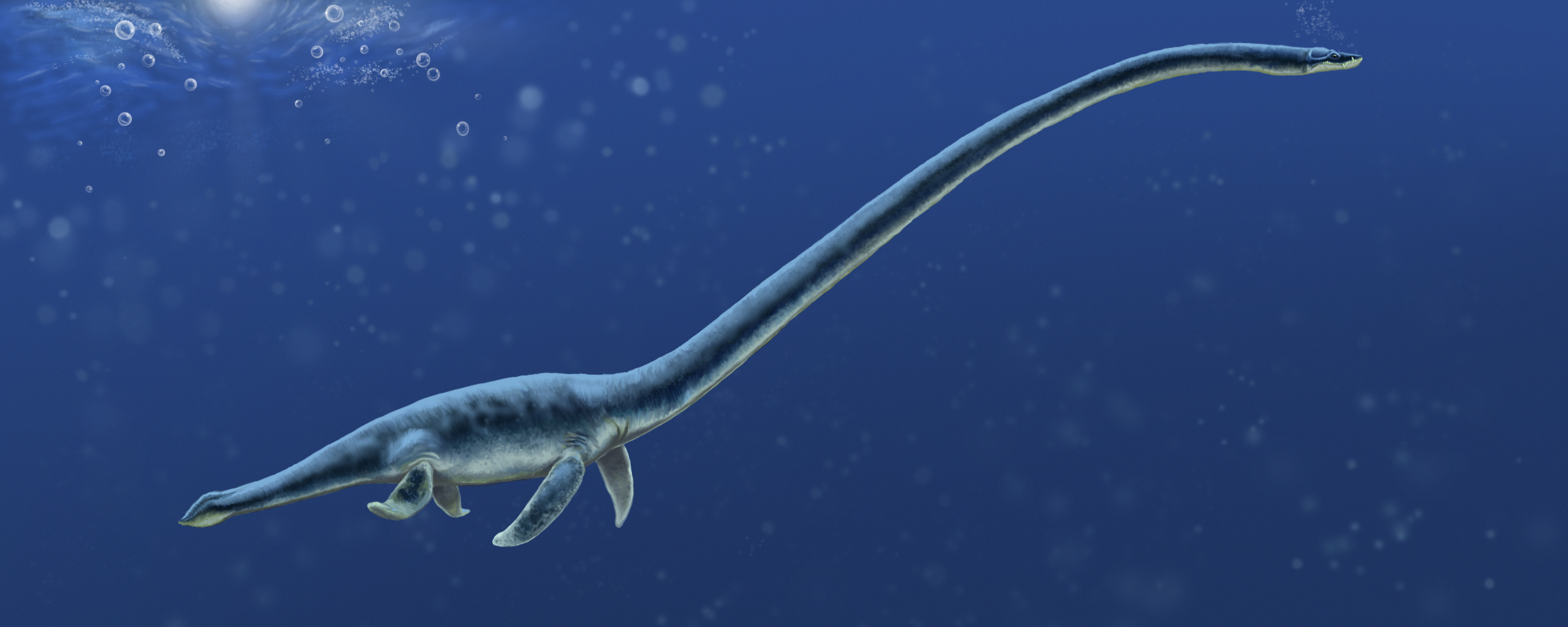
Phục dụng cơ thể sống